# Joseph Leblanc
Pour les articles homonymes, voir Leblanc.
Joseph E. Leblanc, né le 28 mai 1916 à Shédiac (Nouveau-Brunswick) et mort le 23 mai 1979, est un homme d'affaires et un homme politique canadien.

## Biographie
Joseph E. Leblanc est né en 1916. Son père est Edmond LeBlanc. Il épouse Gisèle Richard le 22 novembre 1942 et le couple a quatre enfants.
Il est député de Westmorland à l'Assemblée législative du Nouveau-Brunswick de 1952 à 1974 en tant que libéral. Il est ministre des Affaires municipales de 1960 à 1965 et secrétaire provincial de 1965 à 1970. Il est aussi maire de Shédiac entre 1946 et 1952.
Il est membre de la Société nationale de l'Acadie, de la Chambre de commerce de Shédiac et du Club Rotary.